# Parafia św. Joachima w Sosnowcu
Parafia Świętego Joachima w Sosnowcu – rzymskokatolicka parafia, położona w dekanacie XVIII św. Jadwigi Śląskiej, diecezji sosnowieckiej, metropolii częstochowskiej w Polsce, erygowana w 1852 roku.